# Weingut Heinz Pfaffmann
Das Weingut Heinz Pfaffmann ist ein Weingut in Walsheim im Weinanbaugebiet Pfalz und das größte Bioweingut Deutschlands.

## Beschreibung
Der gelernte Winzer und Weinbautechniker Gustav Pfaffmann übernahm 1972 die Leitung des Familienweinguts in der Südpfalz. Mit circa 170 Hektar Rebfläche in zwölf Gemarkungen ist das Unternehmen einer der größten privaten Weinbaubetriebe Deutschlands und das größte Bio-Weingut. Die jährliche Produktionsmenge des Weinguts mit 60 Mitarbeitern beträgt ca. 15.000 hl.
Die Vermarktung erfolgte 2016 zu 5 % direkt an Privatkunden, weitere 5 % wurden über den Fachhandel vertrieben, 30 % über den Lebensmitteleinzelhandel und 40 % über den Großhandel, 20 % der Produktion gingen in den Export. 2019 übernahm die Moselland eG den Vertrieb für den Lebensmittelhandel.
Seit 2013 arbeitet das Weingut nach Bioland-Richtlinien und seit 2016 werden sämtliche Pfaffmann-Weine mit dem Bioland-Siegel verkauft.

## Rebsorten
Angebaut werden 25 Rebsorten, zu 60 % weiße und zu 40 % rote Weine. Hauptrebsorte des Weinguts ist mit 25 % Flächenanteil der Riesling, dem Sauvignon Blanc, Grauburgunder und Merlot mit jeweils 15 % folgen. Geringere Anteile der Rebfläche entfallen bei den weißen Sorten auf Auxerrois, Chardonnay, Kerner, Müller-Thurgau (Rivaner), Scheurebe, Silvaner und Weißburgunder, bei den roten auf Frühburgunder, Lemberger, Blauer Portugieser, Schwarzriesling und St. Laurent.

## Geschichte
Im Jahr 1616 ließen sich die aus Franken stammenden Winzerfamilien Baumüller und Brodbeck in Walsheim nieder und gründeten das Gut. Aufgrund der guten Lage, der sicheren Bauweise als fränkisches Gehöft mit nur einem Torbogenabschluss und einem sich auf dem Gelände befindlichen, 18 Meter tiefen Brunnen, konnte das Gut den Dreißigjährigen Krieg größtenteils schadlos überstehen. Der Renaissance-Torbogen, beziffert auf das Jahr 1616, ist denkmalgeschützt und im Verzeichnis der Kulturdenkmäler des Landes Rheinland-Pfalz aufgeführt. Im 18. und 19. Jahrhundert war die Grenzregion Pfalz von Kriegen geprägt und das Gut wurde zum Selbstversorger in Sachen Wein-, Obst-, Gemüse- und Ackerbau sowie Viehzucht. Diese Ausrichtung als klassischer Mischbetrieb bestand bis in das Jahr 1965. Ab 1965 spezialisierte der Betrieb sich auf den Weinbau und die Kelterei. Heute ist das seit 17 Generationen in Familienhand befindliche Familienweingut einer der größten privaten Weinbaubetriebe Deutschlands.